# Time for prints (Fotografie)
Die Bezeichnung time for prints (englisch, kurz: TFP, auch time for pictures) steht in der Fotografie für eine Vereinbarung zwischen einem Fotomodell und einem Fotografen, bei der das Modell nicht mit einer Gage, sondern mit den Resultaten der Fotoaufnahmen für seine Dienste entlohnt wird.
Klassischerweise sind dies Papierabzüge (engl.: prints) der Fotos, die im Rahmen der Aufnahmen entstanden sind. Seit dem Einzug der Digitalfotografie ist auch der Begriff TFCD (time for cd) gebräuchlich. Hierbei werden die Bilder in digitaler Form dem Modell weitergegeben.

## Einsatzgebiete
Fotoaufnahmen auf TFP-Basis finden sowohl auf Amateurebene als auch im professionellen Bereich statt. Häufig finden Aufnahmen auf TFP-Basis im experimentellen Bereich Anwendung, der weniger auf die kommerzielle Auswertung der späteren Bilder abzielt, als dass sie das handwerkliche Geschick und ästhetische Gespür des Fotografen und die Ausstrahlung des Models widerspiegeln sollen. Bilder aus TFP-Fotoaufnahmen dienen somit meistens der Eigenwerbung für Modell und Fotograf.
Der Gegensatz zu TFP-Fotoaufnahmen sind sogenannte „Pay“-Fotoaufnahmen, bei denen entweder das Fotomodell den Fotografen, oder der Fotograf das Fotomodell bezahlt. Wird das Modell bezahlt, ist durch das Honorar der Aufwand des Modells normalerweise abgegolten, d. h. das Modell erhält im Gegensatz zu TFP-Fotoaufnahmen keine Bildabzüge, es sei denn, dies wird anders vereinbart.

## Nutzungsrechte
Ein oftmals strittiges Thema sind die Verwertungsrechte der Bilder aus TFP-Fotoaufnahmen. Urheber der Bilder ist grundsätzlich der Fotograf. Einer Veröffentlichung bzw. dem Verkauf der Bilder durch den Fotografen steht im Allgemeinen noch das Recht am eigenen Bilde des Models gegenüber. Bei Pay-Shootings gilt allerdings nach deutscher Gesetzeslage die Genehmigung zur Verbreitung und Veröffentlichung im Zweifel als erteilt. Eine Bearbeitung ist aber nicht ohne Weiteres erlaubt.
Soll dies nicht der Fall sein, muss im Vorfeld eine Vereinbarung getroffen werden, die üblicherweise in einem sogenannten Model-Release-Vertrag bzw. Modelvertrag festgehalten wird. Er regelt etwaige Veröffentlichungskriterien, Gewinnverteilungen u. ä. zwischen Modell und Fotografen.